# Sloanea malayana
Sloanea malayana är en tvåhjärtbladig växtart som beskrevs av M.J.E. Coode. Sloanea malayana ingår i släktet Sloanea och familjen Elaeocarpaceae. Inga underarter finns listade i Catalogue of Life.